# Livre des Proverbes
Pour les articles homonymes, voir Proverbe (homonymie).
Le livre des Proverbes (héb. משלי litt. paraboles) est un livre des Ketouvim (troisième section de la Bible hébraïque) et des Livres poétiques de l'Ancien Testament. La tradition l'attribue entre autres au roi d'Israël Salomon. 
Ce livre n'est pas simplement une anthologie mais une collection de recueils relatifs à un mode de vie qui a duré plus d'un millénaire. Il a pour but d'enseigner la sagesse en soulevant des questions sur le comportement moral, les valeurs, le sens de la vie humaine et la conduite juste. Son fondement théologique est que "la crainte de Dieu (c'est-à-dire la soumission à la volonté de Dieu) est le commencement de la sagesse". La sagesse est louée pour son rôle dans la création ; Dieu l'a acquise avant tout, et par elle il a donné l'ordre au chaos, et puisque les humains ont la vie et la prospérité en se conformant à l'ordre de la création, la recherche de la sagesse est l'essence et le but de la vie.

## Résumé
Les chapitres 1 à 9 expliquent ce qu'est la vraie sagesse. Les chapitres 10 à 24 contiennent un recueil de dictons sur la bonne et la mauvaise manière de vivre. Les chapitres 25 à 29 contiennent des proverbes de Salomon transcrits par les gens d'Ézéchias, roi de Juda. Le chapitre 30 résume des pensées d'un certain Agur (en). Le chapitre 31 décrit les qualités d'une femme valeureuse.

## Titre
Le titre du livre des Proverbes vient à l'origine de son nom hébraïque Míshlê Shelomoh (proverbes de Salomon). Il est en effet commun dans la Bible hébraïque de nommer les livres par le contenu de ceux-ci. Les traductions en grec et en latin nomment le livre différemment. La Septante l'appelle Paroimiai (proverbes). En latin, la Vulgate le nomme Proverbia. Au fil du temps, le nom de Salomon est sorti du titre. Ainsi, le titre reflète plus le contenu que l'auteur supposé du livre.

## Auteur
L'auteur du livre des Proverbes n'est pas facile à déterminer. Bien que Salomon soit mentionné en Proverbes 1,1. Il était courant de placer le nom d'une personne importante au début d'un texte pour lui montrer son respect, ou pour donner plus de prestige au livre lui-même.

## Divisions du Livre
But du livre : proverbes 1v1 à 1v7
Vivre selon la sagesse
La sagesse n'est pas avec les mauvaises compagnies : proverbes 1v8 à 1v19
Il vaut mieux ne pas rejeter la sagesse : proverbes 1v20 à 1v33
La sagesse a des avantages moraux : proverbes 2v1 à 2v22
La sagesse a bien d'autres avantages : proverbes 3v1 à 3v35
On ne naît pas sage on le devient : proverbes 4v1 à 4v27
La sagesse n'est pas dans l'immoralité : proverbes 5v1 à 5v23
La sagesse n'est pas dans la folie : proverbes 6v1 à 6v19
La sagesse n'est pas dans l'adultère : proverbes 6v20 à 6v35
La sagesse n'est pas dans la débauche : proverbes 7v1 à 7v27
La sagesse se propose aux hommes : proverbes 8v1 à 8v36
La folie fait concurrence à la sagesse : proverbes 9v1 à 9v18
Proverbes de Salomon : proverbes 10v1 à 22v16
Proverbes des sages : proverbes 22v17 à 24v34
Autres proverbes de Salomon : proverbes 25v1 à 29v27
Proverbes d'Agur : proverbes 30v1 à 30v33
Proverbes d'une mère à son fils : proverbes 31v1 à 31v31

## Influences
Les biblistes s'accordent à dire qu'il y a dans les Proverbes des emprunts à la tradition égyptienne (Sentences d’Aménémopé) et à la tradition assyrienne (les Dires d’Ahiqar).

## Une œuvre de littérature sapientiale

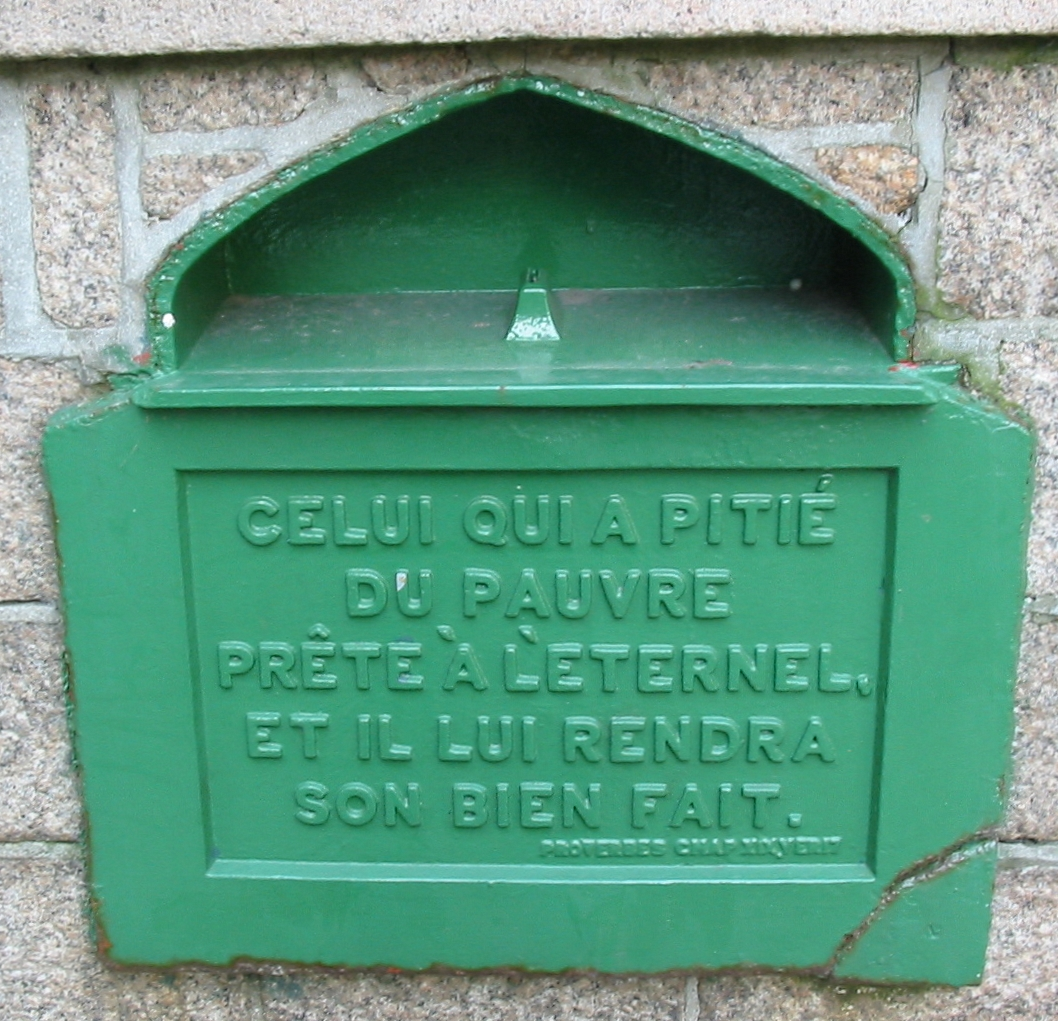
Proverbes : Celui qui a pitié du pauvre prête à l’Éternel, et il lui rendra son bien fait.